# Landesregierung Haslauer jun. II
Die Landesregierung Haslauer jun. II war die nach der Landtagswahl in Salzburg 2018 im Amt gewesene Salzburger Landesregierung unter Landeshauptmann Wilfried Haslauer. Die Regierung wurde am 13. Juni 2018 im Landtag angelobt. Sie bestand aus einer Koalition aus ÖVP, GRÜNE und NEOS, der sogenannten Dirndl-Koalition.

## Regierungsmitglieder
| Amt                                                     | Bild | Name                | Partei | Partei | Zuständigkeitsbereiche |
| ------------------------------------------------------- | ---- | ------------------- | ------ | ------ | --- |
| Landeshauptmann                                         |      | Wilfried Haslauer   |        | ÖVP    | |
| 1. Landeshauptmann-Stellvertreter                       |      | Christian Stöckl    |        | ÖVP    | Finanzen und Gesundheit |
| 2. Landeshauptmann-Stellvertreter                       |      | Martina Berthold    |        | Grüne  | Soziales, Kultur, Klima, Umweltschutz und Energie seit 9. November 2022                                                       |
| Landesrätin                                             |      | Daniela Gutschi     |        | ÖVP    | Bildung, Naturschutz und Nationalpark – seit 3. Februar 2021 Nachfolgerin von Maria Hutter                                    |
| Landesrat                                               |      | Stefan Schnöll      |        | ÖVP    | Verkehr, Infrastruktur und Sport                                                                                              |
| Landesrat                                               |      | Josef Schwaiger     |        | ÖVP    | Landwirtschaft, Jagd, Personal und Raumordnung                                                                                |
| Landesrätin                                             |      | Andrea Klambauer    |        | NEOS   | Wohnbau, Kinderbetreuung, Familien, Wissenschaft, Erwachsenenbildung, Frauen, Chancengleichheit, Generationen und Integration |
| Vorzeitig ausgeschiedene Mitglieder der Landesregierung |      |                     |        |        | |
| Landesrätin                                             |      | Maria Hutter        |        | ÖVP    | Bildung, Naturschutz und Nationalpark – bis 2. Februar 2021 Nachfolgerin Daniela Gutschi                                      |
| 2. Landeshauptmann-Stellvertreter                       |      | Heinrich Schellhorn |        | Grüne  | Soziales, Kultur, Klima, Umweltschutz und Energie bis 9. November 2022                                                        |

## Quelle
- Angelobung im Juni : ÖVP, Grüne und NEOS: Salzburger Koalition fixiert krone.at, 25. Mai 2018